# Milizia (polizia)

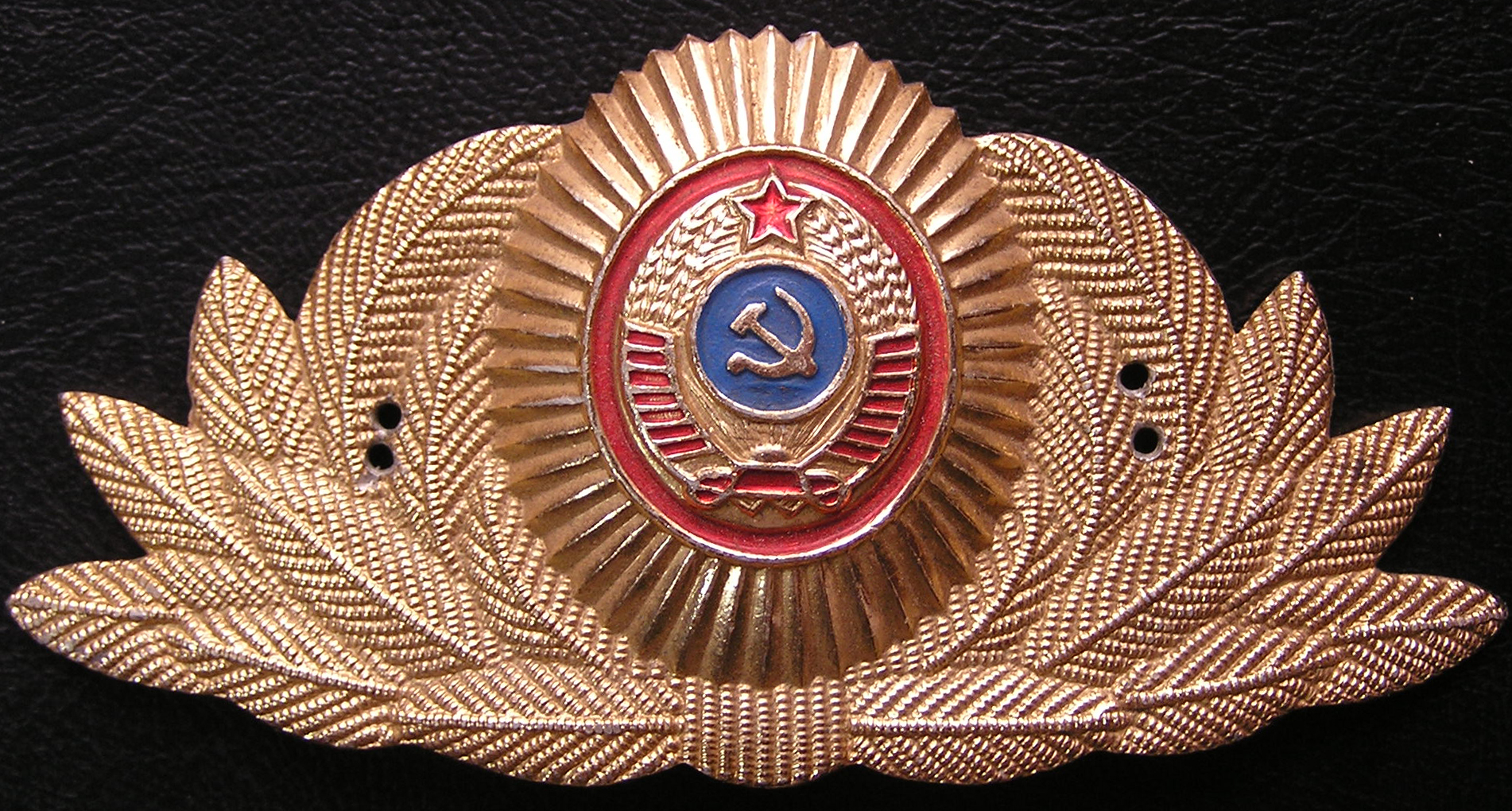
Stemma da cappello della Milizia dell'Unione sovietica

Milizia (in russo мили́ция?; mʲiˈlʲitsɨja; milicija o милиција in serbo, milica in sloveno,) è il termine con cui ci si riferisce alle forze di polizia (molto più simili a una gendarmeria) presenti, prima del 1989 (ma in alcuni casi tuttora) negli ordinamenti della gran parte dei Paesi ex-comunisti del Blocco orientale dell'Europa dell'est e in Iugoslavia.
Il termine viene utilizzato ancora oggi in alcuni paesi ex-comunisti.

## Ex-Iugoslavia

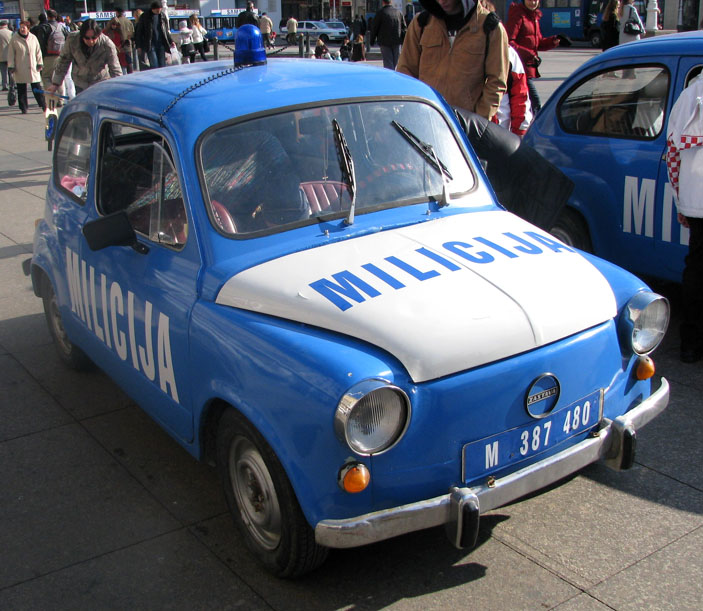
Una Zastava 750 di proprietà della Milicija

Armati di pistola e manganello, gli uomini della Milicija svolgevano il ruolo di poliziotti nell'era in cui il Maresciallo Tito fu il presidente della Jugoslavia, ed in seguito fino all'inizio della guerra civile, quando il ruolo di mantenimento dell'ordine pubblico passò all'esercito. Erano chiamati, anche in senso dispregiativo, Murija.
L'uniforme era di colore blu-blu scuro, con sul berretto (o elmetto, in dispiegamento antisommossa) la stella rossa simbolo del comunismo o semplicemente il simbolo della bandiera Jugoslava.
All'inizio della guerra civile, le forze croate della Milicija furono impegnate in scontri con gli insurrezionalisti serbi che operavano in territorio croato. In risposta alle azioni serbe, alcuni gruppi di estremisti croati (compresi alcuni dell'HDZ, al momento al governo) presero le armi allo scopo di contrastare l'insurrezione. Il governo croato creò una unità speciale di polizia paramilitare, gli Specijalici, cui venne assegnato il compito di mantenere la sicurezza interna alla regione. 
Questo gruppo fu poi smobilitato nel gennaio 1991, col passaggio delle operazioni all'esercito federale jugoslavo, ma non si sciolse e rimase attivo operando in congiunzione con la Milicija regolare nell'opera di soppressione delle rivolte, a partire da quella di Pakrac del marzo successivo.

## Romania
La milizia della Romania (in romeno Miliția), era la forza di polizia nel periodo della Repubblica Socialista di Romania inquadrata come corpo militare. Fu fondata da decreto nel gennaio 1949 e dipendeva direttamente dal Ministero degli interni. Dopo la rivoluzione fu smantellata e furono ripristinate le due forze di polizia pre-comuniste, la Polizia romena e la Gendarmeria romena.